# Junior Ponce
Alexander Junior Ponce Pardo, meglio noto come Junior Ponce (Callao, 16 febbraio 1994), è un calciatore peruviano, attaccante del Cultural Volante.

## Carriera
Ha giocato nella massima serie dei campionati peruviano e portoghese.